# Calciumtellurid
Calciumtellurid, CaTe, ist eine chemische Verbindung des Calciums aus der Gruppe der Telluride.

## Eigenschaften
Calciumtellurid besitzt ein kubisches Kristallsystem, welches die Raumgruppe Fm3m (Raumgruppen-Nr. 225) hat. Der Gitterparameter liegt bei 6,345 Å.